# Ligny (Belgique)
Pour les articles homonymes, voir Ligny.
Ligny (en wallon Lignè) est un village de la province de Namur, à la frontière du Hainaut. en Belgique. Traversé par la Ligne (un affluent de l'Orneau), le village est surtout connu pour voir été le théâtre de la dernière victoire militaire de Napoléon. Administrativement il fait aujourd'hui partie de la commune de Sombreffe située en Région wallonne dans la province de Namur. C'était une commune à part entière avant la fusion des communes de 1977. Il compte près de 2 600 habitants. 

## Démographie
- Sources:INS, Rem:1831 jusqu'en 1970=recensements, 1976= nombre d'habitants au 31 décembre

## Histoire

### Éléments d'histoire
- Ligny est connu par le fait que Napoléon Bonaparte y remporta sa dernière victoire, la bataille de Ligny, sur l'armée prussienne le 16 juin 1815, deux jours avant la bataille de Waterloo.
- Anecdote historique: Ligny fut l'une des communes où eut lieu un des vols pour lesquels la bande noire fut jugée en 1862.

## Patrimoine et culture

### Patrimoine architectural
- Eglise Saint-Lambert. Construite entre 1890 et 1985 par l'architecte Petit en style néo-gothique et restaurée en 1915[1].

- Stèles, Monuments, musées sont nombreux à Ligny qui rappellent la bataille du 16 juin 1815, et (dernière) victoire de Napoléon avant la défaite de Waterloo. Un tourisme historique s'est développé dans le village et la région.
- La gare de Ligny (à l'ouest du village) se trouve sur la ligne 140 reliant Ottignies à Charleroi (Marcinelle).
- Une autre gare (Ligny-Sud)  disparu. Elle se trouvait sur la ligne 147 reliant Tamines à Landen. La ligne est déferrée et fut transformée en un chemin RAVeL.

## Personnalités
- Godefroi de Leigni (XIIe siècle), commis et assistant de Chrétien de Troyes, qui aurait terminé son ouvrage Lancelot ou le Chevalier de la charrette .
- Émile Balisaux (1827-1891), homme politique belge décédé à Ligny
- René Gobert (1894-1943), résistant belge né à Ligny
- Auguste Dumont de Chassart fut le patron des carrières de Ligny.

#### Ouvrages
- Le patrimoine monumental de la Belgique, vol. 5, t. 1, 2 et 3 : Province de Namur, Arrondissement de Namur, Liège, Éditions Solédi, 1975-1983, 835 p. (ISBN 2-8021-0008-4)